# Transformers: Rescue Bots
Transformers: Rescue Bots ist eine US-amerikanische Zeichentrickserie, welche auf der Spielzeugreihe der Transformers basiert.
Die Bots starten ihre neue Mission: sie sollen die High-Tech-Insel Griffin Rock beschützen und dabei nicht nur mit den Menschen zusammenarbeiten, sondern auch von ihnen lernen.

## Synchronisation
Die Synchronfirma SDI Media Germany synchronisierte Transformers: Rescue Bots in die deutsche Sprache.
| Rolle           | Englische Synchronsprecher | Deutsche Synchronsprecher |
| --------------- | -------------------------- | ------------------------- |
| Blades          | Parvesh Cheena             | Bernhard Völger           |
| Boulder         | Imari Williams             | Gerald Paradies           |
| Chase           | D.C. Douglas               | Thomas Schmuckert         |
| Charlie Burns   | Maurice LaMarche           | Reent Reins               |
| Cody Burns      | Élan Garfias               | Sebastian Fitzner         |
| Dani Burns      | Lacey Chabert              | Giuliana Jakobeit         |
| Doc Greene      | LeVar Burton               | Gerald Schaale            |
| Frankie Greene  | Diamond White              | Lydia Morgenstern         |
| Graham Burns    | Shannon McKain             | unbekannt                 |
| Heatwave        | Steve Blum                 | Erich Räuker              |
| Huxley Prescott | Jeff Bennett               | Klaus-Peter Grap          |
| Kade Burns      | Jason Marsden              | Nico Sablik               |
| Optimus Prime   | Peter Cullen               | Klaus-Dieter Klebsch      |